# 横浜市立金沢高等学校
横浜市立金沢高等学校（よこはましりつ かなざわこうとうがっこう）は、神奈川県横浜市金沢区瀬戸にある市立高等学校。略称は、『金高（かなこう）』または『市金（いちかな）』。

## 概要
1951年（昭和26年）、当時金沢区にあった神奈川県立希望ヶ丘高等学校の保土ヶ谷への移転に伴い、その学区を引き継ぐ形で設立された。
横浜市内全域を学区とする。校舎は横浜市立大学と隣接、高大連携による単位互換・授業参加、出前授業が行われている。横浜市大との高大連携枠もあり、横浜市立大学への指定校推薦枠が多い。
かつての横浜臨海学区にあり、自由な雰囲気を持っていることが特徴である。金沢八景駅から近く、他校に比べ横須賀方面からの学区外通学者が多い。全体の約1割は自転車通学者である。
2010年（平成22年）度より「進学指導重点校」に指定され、「普通科文理特進コース」が設置されている。大学入試対策を主眼に置く特進コースの設置は、公立校としては県内初となる。2013年（平成25年）度からは、普通科として一括募集を行い、入学後、進路希望等により「文理特進クラス」と「一般クラス」に編成する形に変更された。さらに、2016年（平成28年）度からは、特進プログラムの成果としての過去三年間の進路実績を踏まえ、「特進」「一般」クラスの区別をなくし、特進プログラムを全クラスで実施することとなった。

## 沿革
- 1951年（昭和26年）4月5日 - 開校（男174名、女108名、計282名、職員10名）。小学区制（一学区に一校）であった。
- 1959年（昭和34年）11月20日 - 東洋化工爆発事故により被災。
- 1961年 - 校舎建築（鉄筋コンクリート）第6期工事（現校舎のうち最も古い部分はこの時建てられた）。
- 1962年 - 講堂兼体育館竣工。
- 1963年 - 中学区制施行。緑ヶ丘、南、立野の各校と共に横浜南部学区に属す。
- 1967年 - プール工事完成（部室22室）。
- 1972年 - 校舎建築（鉄筋コンクリート）第12期工事。
- 1973年 - 食堂・図書館完成（翌年図書館冷房設備完備）。
- 1981年 - 学区改編され、横浜臨海学区に属す。グラウンド全面改修工事。
- 1982年 - 西館建築工事完成。
- 1985年 - 体育館全面改築工事。
- 1986年 - 全天候型・多目的コート完成。
- 1988年 - プール棟改築。
- 1995年 - 自習室完成。テニスコート・多目的コート改修。
- 2002年 - 2期制に移行。
- 2004年 - 年次進行で単位制に移行。学区が横浜市内全域に変更される。
- 2007年 - 横浜市教育委員会から「学力向上研究校」に指定される[2]。
- 2010年 - 学年制・3学期制に移行。文理特進コースを設置。

## 交通
- 金沢八景駅 徒歩5分

## 学校行事
下記の4つを合わせて“金高4大行事”と呼ばれている。金高祭のみ公開される。
- 5月 - スポーツ大会
- 6月 - 音楽祭。合唱の部、ダンスの部がある。4大行事の中で最も盛り上がる（例年、金高祭にて映像の上映コーナーがある）。
- 9月 - 金高祭。2日間開催。有志団体が製作するカウントダウンプロジェクションマッピングが校舎の外壁に投影され、毎年近隣住民から高い評価を得ている[3]。

## 著名な関係者

### 出身者
- 青野史寛（実業家、『ソフトバンク』専務執行役員 CHRO、『SBイノベンチャー』代表取締役社長、『サイバー大学』取締役、『あしなが育英会』副会長）
- 相川鐵崖（書家）
- 井上高志（実業家、LIFULL創業者・社長）
- 山下仁（大阪大学大学院教授）
- 三代目柳家小満ん（落語家）
- 初代三笑亭夢丸（落語家）
- 古今亭菊龍（落語家）
- 石川俊介（ミュージシャン、元聖飢魔II）
- 大井昌和（漫画家）
- 松浦勝人（実業家、エイベックス・グループ・ホールディングス創業者・代表取締役会長）
- HIRO（ダンサー・実業家、EXILE） - 当校出身の縁にあやかり、EXILEの楽曲「道」が京急金沢八景駅の電車接近メロディに採用された。
- 大渡亮（ミュージシャン、Do As Infinity）
- クボタマサヒコ（ミュージシャン、Kuh）
- 黒塚まや（アナウンサー）
- 川村元気（作家・映画プロデューサー）
- 小出深冬（ラグビー選手）
- ういち（YouTuber、パチスロライター）
- DJ JIN（DJ、RHYMESTER)
- 飛田悠成（プロ野球選手）

### 過去の教職員
- 水谷修（通称夜回り先生）